# TurtleBot
 (juin 2019).

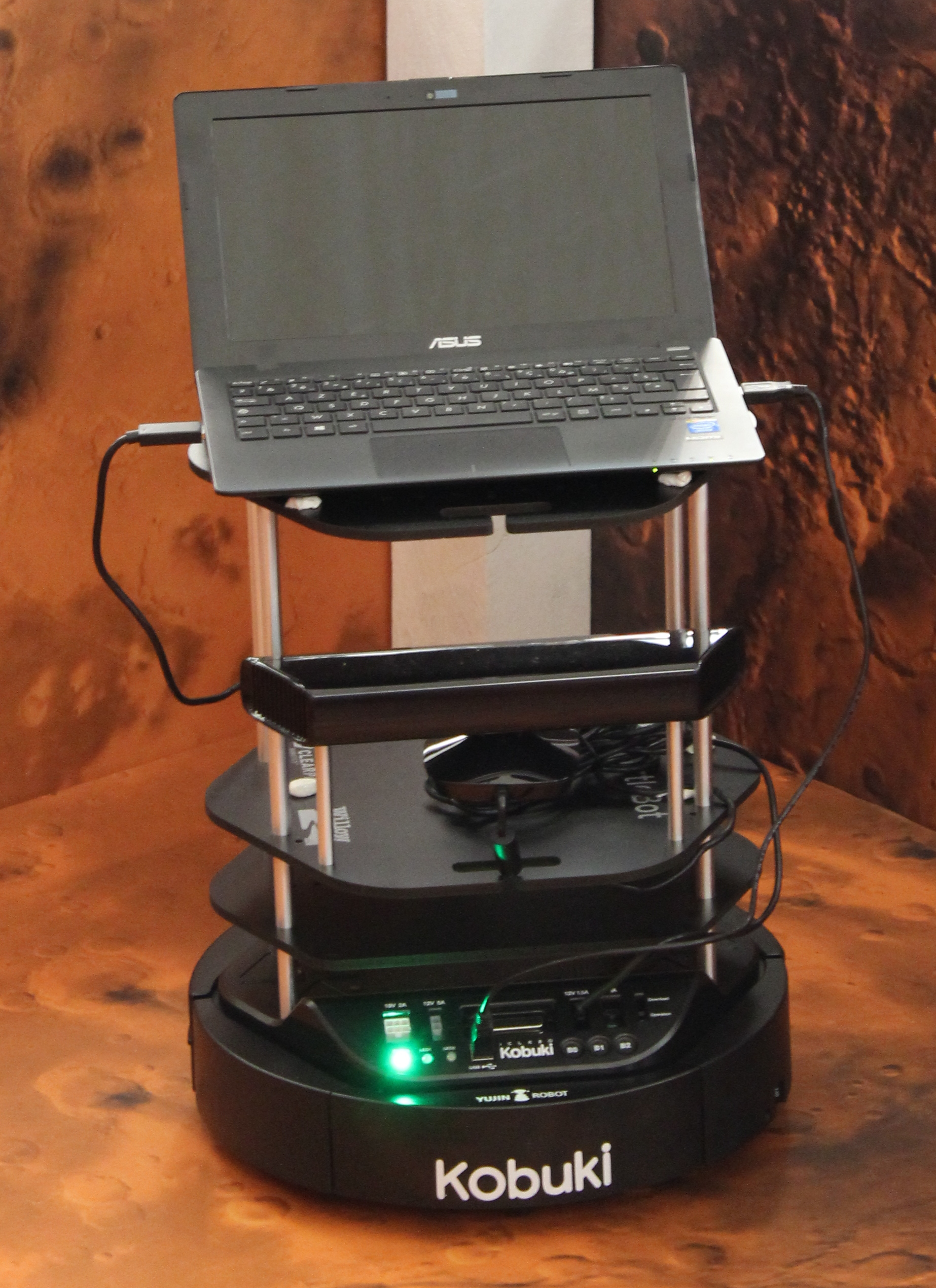
Le Kobuki Turtlebot au salon Innorobo à Lyon en 2015.

TurtleBot est un kit de robot personnel avec un logiciel open source. 
TurtleBot a été créé dans le laboratoire Willow Garage par Melonee Wise et Tully Foote en novembre 2010.
Le kit TurtleBot comprend une base mobile, un capteur de proximité 2D/3D, un ordinateur portable ou un ordinateur monocarte et le kit de matériel de montage TurtleBot. En plus du kit TurtleBot, les utilisateurs peuvent télécharger le kit de développement TurtleBot à partir du wiki ROS. 

## Caractéristiques
Les fonctionnalités de base du TurtleBot sont le Cartographie et localisation simultanées (SLAM) et la navigation. Le TurtleBot peut exécuter des algorithmes de SLAM pour créer une carte et peut donc se déplacer dans une pièce. En outre, il peut être contrôlé à distance depuis un ordinateur portable, un joypad ou un téléphone portable basé sur Android.
TurtleBot est une marque sous licence qui est gérée par Open Source Robotics Foundation.

## Familles de TurtleBot
Il y a 3 versions de la série TurtleBot. TurtleBot1 a été développé en 2010 par Willow Garage pour le déploiement de ROS, puis mise en vente en 2011. En 2012, TurtleBot2 a été développé par Yujin Robot sur la base du robot de recherche iClebo Kobuki. En 2017, TurtleBot3 a été développé avec de nouvelles fonctionnalités pour compléter les fonctions manquantes de ses prédécesseurs et répondre aux demandes des utilisateurs. Le TurtleBot3 adopte l'actionneur intelligent Robotis Dynamixel pour le déplacement du robot.

### TurtleBot1
TurtleBot 1 comprend une base iRobot Create, une batterie 3 000 mAh, une carte d'alimentation TurtleBot avec gyroscope, un capteur Kinect, un ordinateur portable Asus 1215N avec un processeur dual core et un kit de montage matériel pour assembler le tout et ajouter éventuellement d'autres capteurs. L'assemblage du kit est simple et rapide à l'aide d'une seule clé Allen (incluse dans le kit).

### TurtleBot2
Le robot TurtleBot2 est un robot mobile de cinématique différentielle développé pour la recherche et l'éducation, dont le but est de remplacer l'ancienne plate-forme iRobot Create, en maintenant la compatibilité avec le logiciel TurtleBot. Le robot possède son propre référentiel dans ROS, y compris des packages de simulation,.
Le robot est composé d'une base mobile Kobuki comprenant un système de mouvement différentiel avec des codeurs et un gyroscope électronique. De plus, il possède un capteur Kinect qui est sa caméra et en général le périphérique par lequel il acquiert des informations sur l’espace qui l’entoure. Tout est intégré à partir d'un ordinateur via la plateforme de développement RO.

### TurtleBot3
L'objectif de TurtleBot3 est de réduire considérablement la taille de la plate-forme sans sacrifier la fonctionnalité et la qualité, tout en offrant des possibilités d'évolution. Le TurtleBot3 peut être personnalisé de différentes manières en fonction de la façon dont vous assemblez les pièces mécaniques et utilisez des pièces en option, telles que l'ordinateur et le capteur. De plus, TurtleBot3 est constitué d'un ordinateur monocarte économique et de petite taille, adapté aux systèmes intégrés robustes et de capteurs de distance à 360 degrés.
Les deux modèles TurtleBot3, Burger et Waffle, utilisent des ordinateurs monocartes, au lieu des netbooks utilisés dans les versions précédentes de TurtleBot, pour réduire les coûts et utilisent les dernières versions de ROS et du système d'exploitation Linux Ubuntu.